# Бранешти (Галац)
Бранешти (рум. Brănești) насеље је у Румунији у округу Галац у општини Владешти. Oпштина се налази на надморској висини од 11 m.

## Становништво
Према подацима из 2002. године у насељу је живело 969 становника, од којих су сви румунске националности.